# Tim Minchin
Timothy David Minchin, född 7 oktober 1975 i Northampton i Storbritannien, är en australiensisk-brittisk komiker, skådespelare och musiker.
Han är mest känd för sin musikaliska komedi, vilket har lett till tre skivor, tre dvd:er och ett antal liveshower han har upprätt med jorden runt. Han har även uppträtt i radio och tv både i Australien och Storbritannien.
Han har även medverkat i musikalen Jesus Christ Superstar då han spelade Judas.
Han växte upp i Perth och var student vid University of Western Australia innan han flyttade till Melbourne 2002. Hans genombrottsshow, "Dark Side", gjorde att människor fick upp ögonen för honom och han hade stor framgång på Melbourne Internationella Komedifestival 2005 och Edinburgh Festival Fringe samma år.
En dokumentärfilm om Minchin, Rock N Roll Nerd (regisserad av Rhian Skirving) släpptes på biografer 2008  och visades på ABC1 2009.